# Martirio di san Pietro (Guercino)
Il Martirio di san Pietro è un dipinto a olio su tela (cm 320x193) di Giovanni Francesco Barbieri, detto Guercino, databile al 1618-19 circa e conservato presso la Galleria Estense di Modena.

## Storia
«Fece una tavola della Crocefissione di S. Pietro per un gentiluomo di Carpi, dal quale sopra l'accordo gli furono accresciuti cento scudi e altri regali»: con queste parole Carlo Cesare Malvasia annota il dipinto all'anno 1618, prima della notizia della trasferta di Guercino a Ferrara, dove era stato invitato dal cardinale Giacomo Serra, legato pontificio di quella città dal 1615 al 1623. Secondo Denis Mahon, lo stile più evoluto del dipinto non permette una datazione anteriore al 1619 e ipotizza che la data riportata da Malvasia si riferisca senz'altro alla commissione dell'opera.
È documentato che nell'aprile 1624 una delegazione di esperti partì da Reggio Emilia per visionare la pala di san Pietro e decidere se assegnare a Guercino la commissione della Madonna della Ghiara.
Il marchese Giuseppe Campori riporta che «Il Guercino fece ad Orazio Cabassi carpigiano il gran quadro in tela con la Crocefisssione di S. Pietro per la prima cappella a sinistra della chiesa di S. Bernardino in Carpi» e aggiunse che questo quadro «fu rimosso di là il 26 giugno 1751 e fu trasportato a Modena alla Galleria Estense.» Joseph Jérôme Lefrançois de Lalande afferma di averlo visto nel Palazzo Ducale di Modena dove lo segnalò anche Gianfiliberto Pagani. Questa apparente contraddizione sulla ubicazione del quadro nel XVIII secolo si spiega con il fatto che in quel tempo le due strutture erano fisicamente non distinte, diversamente da oggi.
Fu sequestrato dagli emissari napoleonici nel 1796 ed esposto al Louvre. Ritornò a Modena nel 1815 e compare nel catalogo della Galleria Estense del 1945.
Fu restaurato nel 1967 in occasione della sua esposizione nella mostra Arte in Emilia.

## Descrizione e stile
Il dipinto raffigura il martirio di san Pietro, ritratto nel momento in cui viene crocifisso a testa in giù. Il santo, anziano e seminudo, è già inchiodato con una mano alla croce e si abbandona con lo sguardo rivolto verso l'alto, mentre due carnefici lo sollevano per completare il supplizio. Un terzo uomo, vestito di rosso, sovrintende all'esecuzione e indica con decisione l'azione da compiere. In alto, tra le nubi, una figura angelica si protende verso il martire con una corona, accompagnata da due putti. A sinistra compaiono alcune figure di contorno, tra cui una donna che assiste alla scena.
Il quadro in esame «è fra i più impressionanti della giovinezza del Guercino» e «contiene alcuni dei più brillanti passaggi coloristici ed incidenze di sorprendente e impareggiato naturalismo.» Secondo Mahon, alcuni aspetti del Martirio di san Pietro sarebbero difficilmente spiegabili senza un soggiorno dell'artista a Venezia, a causa della particolare resa pittorica, della gamma cromatica e dell'atmosfera del dipinto. Mahon rileva affinità con la produzione dell'ultimo Jacopo Bassano e accoglie l'ipotesi avanzata già nel 1920 da Matteo Marangoni, che aveva evocato il nome di Domenico Fetti. È plausibile, secondo Mahon, che Guercino possa aver visto opere di Fetti messe in vendita a Venezia, e che vi abbia riconosciuto affinità con la propria inclinazione personale al naturalismo, già sviluppata autonomamente negli anni precedenti. Mahon ridimensiona invece l’ipotesi di un'influenza diretta del Caravaggio, sostenendo che, pur avendo quest'ultimo contribuito alla diffusione del naturalismo nella seconda metà degli anni 1610, la sua opera non è un riferimento essenziale per questo dipinto, che appartiene a una visione diversa. In merito alla composizione, Mahon osserva che Guercino potrebbe aver elaborato più soluzioni su carta prima di adottare quella definitiva, caratterizzata da un impianto diagonale piuttosto sciolto, forse ispirato a composizioni veneziane come il Martirio di san Lorenzo di Tiziano.